# Mayda

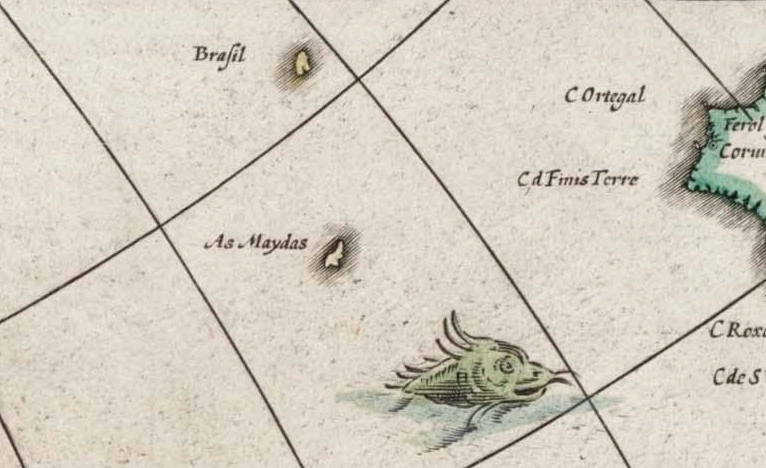
Willem Blaeus Karte von 1649 zeigt Mayda südlich der Insel Brasil

Mayda oder Maida ist eine Phantominsel, die zwischen dem 14. und dem 20. Jahrhundert in Atlanten und auf Karten auftauchte. Sie bekam im Laufe der Jahrhunderte zahlreiche andere Namen, zum Beispiel: Asmayda, Asmaida, As Maydas, Mayde oder Mayd, Brazir, Mam oder Man, Onzele, Bentusla, Bolunda, Vlaenderen und Man orbolunda:158 und wurde auf unterschiedlichen Positionen zumeist sichel- oder halbmondförmig eingezeichnet. Frühe Karten verorteten die Insel westlich von Britannien und südwestlich von Irland, spätere näher zur nordamerikanischen Küste. Meist wird sie im Kontext mit der ebenfalls nicht existenten Insel Brasil oder Brazil gezeigt. Soweit bekannt, hat niemand ernsthaft behauptet, Mayda je betreten zu haben.

## Ursprung der Legende

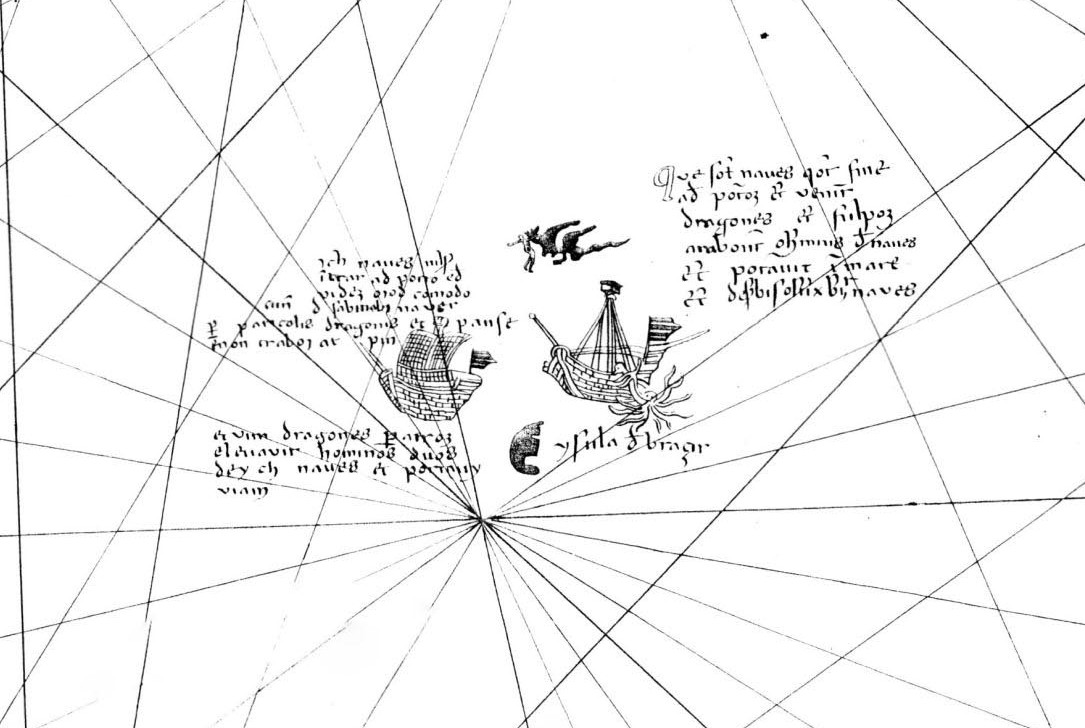
Mayda, hier „Ysola Brazir“ genannt, auf der südorientierten Karte der Brüder Pizzigano von 1367

Die Portolankarte von 1339 des Kartenmachers Angelino Dulcert (oder Angelino Dalorto) aus Mallorca zeigt zwar sehr deutlich die kreisförmige Insel Brasil vor der irischen Westküste, doch Mayda fehlt noch.
Die erste bekannte Abbildung der Insel findet sich auf der südorientierten Karte von 1367 der Brüder Domenico und Francesco Pizzigano (auch Pizigano), Kartenmacher aus Venedig. Mayda ist im Mittelatlantik, westlich der Halbinsel Bretagne, als „Ysola Brazir“ eingezeichnet. Sie hat die Form eines Halbmondes mit einer großen und einer kleinen Bucht an der Westseite. Zwei Segelschiffe sind abgebildet, eines davon wird von einem Riesenkraken attackiert. Ein Drache, der einen Menschen im Maul trägt, fliegt darüber. In der Erläuterung neben der Zeichnung wird vor den Drachen auf der Insel gewarnt, sie hätten von vorbeifahrenden Schiffen zwei Seeleute entführt. Die Abbildung eines Drachens erinnert an die Inschrift auf alten Seekarten: „Hic sunt dracones“, die gefährliche und unerforschte Gebiete bezeichnete.
Die Bezeichnung Ysola Brazir verleitet zu der Annahme, damit sei die Insel Brasil gemeint. Doch die Brasilinsel ist weiter südlich auf der Pizzigano-Karte, in Höhe der Südspitze Spaniens, auf ungefähr gleicher Länge ebenfalls abgebildet. Die Insel ist als O´Brasil oder Hy-Brasil ein Mythos der irischen Folklore. Der Name geht zurück auf den irischen Hochkönig Dallán mac Breasal, der im 5. Jahrhundert n. Chr. gelebt haben soll. Die Sage ist niedergelegt im Book of O’Lees (auch Book of Hy-Brasil), gedruckt 1531, das jedoch auf weitaus älteren Überlieferungen fußt. Brasil wird seit dem 14. Jahrhundert auf Karten meist als kreisrunde Insel oder – wie auch in diesem Fall – als Doppelinsel dargestellt, geformt wie ein Hamburger.

## Kartendarstellung
Die wechselnde geographische Position von Mayda sowie die unterschiedlichen Namen und Formen auf den Karten sorgten im Laufe der Jahrhunderte für zahlreiche Konfusionen.
Während die Breite – ungefähr auf der Höhe des Golfs von Biskaya – sich kaum veränderte, wechselte die geografische Länge häufig. Frühe Karten zeigten die Insel westlich von Großbritannien und südwestlich von Irland, später verlagerte sich ihre Position jedoch weiter nach Westen, zum Mittelatlantik, bis sie schließlich – nach der Entdeckung Amerikas – östlich der Insel Neufundland eingezeichnet wurde.
Der oft halbmondförmige Umriss von Mayda entspricht der Kontur der Insel Ymana, ebenfalls eine Phantominsel, die unmittelbar nördlich der sagenhaften Insel Antilia liegen soll. Auf späteren Karten löst sich die Insel Ymana unter ihrem neuen Namen Royllo oder Roillo von Antilia und rückt weiter nach Norden, bis in die Nähe von Neufundland. Eine Verwechslung mit Mayda ist nicht auszuschließen. Der Name Ymana ist möglicherweise eine Zusammenziehung des Präfixes „Y.“, einer auf alten Karten gebräuchlichen Abkürzung für Ysola, Ylla oder Ylha, und „man“, einem der zahlreichen Namen für die Insel Mayda.
Die Bezeichnung de Mam oder de Man, vorwiegend auf niederländischen Karten (oder deren Kopien), könnte als Wortzusammensetzung auch deman heißen, was auf die Dämoneninsel hindeutet, die als Doppelinsel auf der Karte des Johannes Ruysch von 1508 vor Neufundland platziert wird.
Vicenzo Formaleonio (* 18. November 1752; † 8. Januar 1797) schrieb schon im 18. Jahrhundert über die Insel Mayda (er nennt sie Maida), dass sie ausschließlich aufgrund umlaufender Gerüchte und nicht wegen tatsächlicher Beobachtungen in die Kartenwerke aufgenommen wurde, da ihr Name ständig wechsele und ihre Existenz keineswegs gesichert sei.

## Mayda auf historischen Karten
Nachfolgend werden einige Beispiele für die unterschiedlichen Namen und geografischen Positionen der Insel Mayda im Laufe der Jahrhunderte genannt:

### 14. Jahrhundert
Der Karte der venezianischen Brüder Domenico und Francesco Pizzigano von 1367 folgt der Katalanische Weltatlas von 1375. Blatt 6 (Westeuropa, Iberische Halbinsel) zeigt Mayda als verhältnismäßig große, halbmondförmige Insel (etwa gleich groß wie Mallorca) westlich der Pointe du Raz unter dem Namen „Insula de Mam“. Eine gänzlich andere Benennung findet sich auf einer Portolankarte vom Nordatlantik und dem westlichen Mittelmeer im sogenannten Pinelli-Walckenaer-Atlas von 1384 in der British Library, der von einem unbekannten venezianischen Kartenmacher stammt. Dort ist die Insel Mayda unter dem Namen „Jonzele“ oder „J[nsula] Onzele“ zu finden. Sie ist ungewöhnlich klein und von nur wenig gekrümmter Form.

### 15. Jahrhundert
Ein wiederum ein anderer Name für Mayda findet sich im Atlas des Andrea Bianco von 1436. Die Karte von Spanien und Nordafrika (Tafel IV) zeigt westlich der großen Phantominsel Antilia eine kleine Insel, ungefähr in Form des Buchstabens „S“, die den Namen Bentusla (oder Bentufla?) trägt, der arabischen Ursprungs sein könnte.:84
Die südorientierte Weltkarte des venezianischen Mönches Fra Mauro von 1459 zeigt nordöstlich der „Jsola de la Madiera“ (Madeira) die Insel Mayda – hier heißt sie „Madia“ – in der oft verwendeten Halbmondform mit zwei ausgeprägten Buchten im Süden.

### 16. Jahrhundert
Die Weltkarte von Martin Waldseemüller: „Tabula Terre Nove“, war die wichtigste Karte in der 1513 in Straßburg erschienenen Ausgabe der Geographia des Ptolemäus des Buchdruckers Johann Schott (1477– ca. 1545/1548). Die verhältnismäßig große Insel „As Maidas“ ist nicht mehr halbmondförmig, sondern hat einen unregelmäßig runden Umriss und liegt in Höhe des Golfs von Biskaya. Der Name verkürzt sich in späteren Ausgaben desselben Werkes, ab 1520, in „Mayd“. Nördlich davon ist die Phantominsel Brasil als „Obrassil“ eingezeichnet.:160 Als „Illa d´Mayd“ findet sich die Kurzform des Namens in einer in Mallorca gefertigten Karte von Matheus (oder Mateo) Prunes aus dem Jahr 1553, die in der Biblioteca Comunale degli Intronati in Siena aufbewahrt wird. Die Insel erhielt wieder die Form eines liegenden Halbmondes mit zwei ausgeprägten Buchten.
Der Verleger Giacomo Gastaldi veröffentlichte im Jahr 1546 eine Weltkarte, die als eine der bedeutendsten Karten des 16. Jahrhunderts gilt und mehrfach kopiert wurde. Die originalgetreue Kopie von Gerard de Jode aus Antwerpen, die 1555 veröffentlicht wurde, zeigt „Maida“ in der Mitte des Atlantischen Ozeans, etwa in Höhe der Südspitze Irlands als unregelmäßig runde Form.
Auf einigen Karten des 16. Jahrhunderts rückt die Insel weit nach Westen, bis vor die Küste des heutigen Kanada. Der französische Geograph Nicolas de Nicolay (1517–1583) platzierte sie auf einer Karte von 1560 unter der Bezeichnung „I[le] man orbolunda“ südlich der Belle-Isle-Straße, und auf der Karte von „Noua Franza“ (Nordamerika) des Druckers und Kupferstechers Bolognino Zaltieri aus Venedig aus dem Jahr 1566 (Venetijs aenis formis Bolognini Zalterij Anno M.D.LXVI.) liegt „Maida“ vor der Küste Neufundlands.

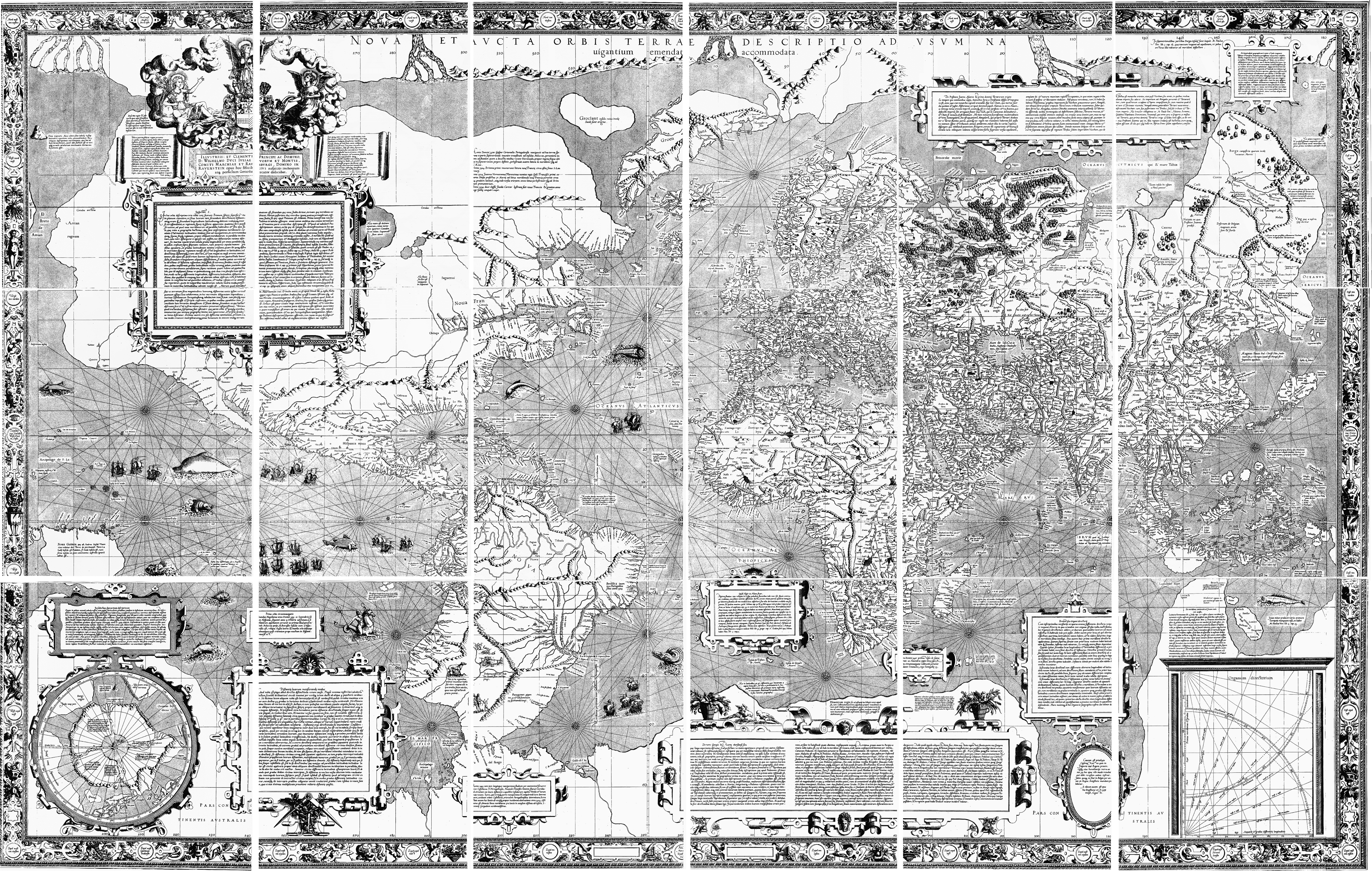
Maida auf der Weltkarte von Gerardus Mercator 1569

Die wohl berühmteste Karte des 16. Jahrhunderts ist die Weltkarte in 21 Teilen von Gerhard Mercator aus dem Jahr 1569. Blatt 10, Westeuropa und östlicher Atlantik, zeigt „Maida“ mit unregelmäßiger Form (wieder) näher zum europäischen Kontinent, westlich von Kap Finisterre. Auf der geographischen Breite von Irlands Südküste ist „Brasil“ als Doppelinsel eingezeichnet. Zwischen Maida und Brasil platziert Mercator eine etwas größere Insel mit Namen „Vlaenderen“, eine Benennung, die drei Jahre später Abraham Ortelius in seiner Weltkarte: „Typus Orbis Terrarum“, gedruckt in Antwerpen 1572, für Mayda übernimmt. Die Insel hat die Form eines auf der Spitze stehenden Dreiecks mit einer Einbuchtung an der Hypotenuse. Sie ist etwas größer gezeichnet als Mallorca und liegt westlich von Brest.:344 Der rätselhafte Inselname Vlaenderen – er könnte von Flandern (Vlaandern) abgeleitet sein – konnte sich nicht durchsetzen, andere Kartenmacher benutzten weiter den Namen Mayda in den unterschiedlichen Schreibweisen.
Offenbar scheinen aber nicht alle Kartografen des 16. Jahrhunderts von der Existenz Maydas überzeugt gewesen zu sein. Die Portolankarte auf Pergament des Priesters und Kartografen Dominico Vigliarolo (Presbiter Dominicus Vigliarolus Calaber Stilensis me fecit in civita urbe Neapoli 1580) zeigt zwar Brasil als kreisrunde Form auf der üblichen Position südwestlich von Irland, nicht jedoch die Insel Mayda.

### 17. Jahrhundert
In der Karte des holländischen Kartografen Nicolaas van Geelkerken vom Nordatlantik von 1620 taucht die „I.[sola] das Meidas“ auf, doch sie ähnelt nur noch entfernt einem liegenden Halbmond.
Der Kupferstecher Henricus Hondius aus Amsterdam hingegen zeigt „Las Maidas“ 1641 in seiner Weltkarte „Nova Totis Terrarum Orbis“ wieder halbmondförmig in der üblichen Positionierung westlich der Biskaya mit der Insel Brasil nördlich davon.
Diese Halbmondform hat Willem Janszoon Blaeu in seinem Atlas „Theatrum Orbis Terrarum“, Amsterdam 1645, endgültig aufgegeben. Seine unregelmäßig oval geformte und verhältnismäßig große Insel „As Maydas“ liegt ungefähr auf halber Strecke zwischen Europa und Amerika im Atlantischen Ozean, in Höhe von „Terra Nova“ (Neufundland).

### 18. Jahrhundert
Im Jahr 1717 zählte der portugiesische Jesuit und Historiker António Cordeiro (1641–1722) „Mayadas“ in seinem Buch über die Geschichte der zu Portugal gehörenden Inseln im westlichen Ozean zu den Besitztümern Portugals. Er gibt sogar eine sehr phantasievolle Kurzbeschreibung der Insel ab:

„Ao norte de Ilha de Sao Miguel, oitenta legoas pouco mais, on menos, está huma Ilha chamada Mayadas, com outras suas vizinhas ao redor: e n´estas se diz que ha muitos pinheiros, e outros paos muito grandes.
Nördlich von der Insel São Miguel, etwas mehr oder weniger achtzig Meilen entfernt, liegt eine Insel namens Mayadas, mit anderen benachbarten Inseln um sie herum; und auf diesen soll es viele Kiefern und andere sehr große Ländereien geben.“

Aber im 18. Jahrhundert kamen auch ernste Zweifel an der Existenz der Insel Mayda auf. Der französische Marineoffizier Jean René-Antoine Marquis de Verdun de la Crenne (1741–1805) schreibt, nach der gängigen Meinung sei die Insel Mayda (er nennt sie „Meda“) etwa „so groß wie die Île-d’Aix, klein und weiß“. Man sei sich nicht sicher über den Breitengrad und noch weniger über ihren Längengrad, aber:

„Si Méda existe en effet, ce doit plutôt être une vigie qu une île aussi grande que l´ile d´Aix; une telle île auroit dû être reconnue par un très-grand nombre de Navigateurs. Nous plaçons cette vigie sur notre Carte, mais comme douteuse.
Wenn Meda tatsächlich existiert, muss es sich eher um ein Vigia als um eine Insel von der Größe der Insel Aix handeln. Eine solche Insel hätte von sehr vielen Seefahrern erkannt werden müssen. Wir platzieren dieses Vigia auf unserer Karte, aber als zweifelhaft.“

Ungeachtet dessen wurden weiterhin Karten veröffentlicht, die Mayda zeigten, so zum Beispiel 1772 von Charles-Pierre Claret de Fleurieu (* 2. Juli 1738; † 18. August 1810). In seiner Atlantikkarte: Nouvelle carte réduite de l’Océan Atlantique, Paris 1772, zeigt er die Insel „Mayda“ am oberen Kartenrand. Fleurieu war ein französischer Entdecker, Hydrograph und später Marineminister unter Ludwig XVI. sowie Mitglied des Institut de France.

### 19. Jahrhundert
Keine Zweifel an der Existenz hatte auch der US-amerikanische Mathematiker, Astronom und Nautiker Nathaniel Bowditch. Sein Handbuch von 1802: New American Practical Navigator […], enthält eine Faltkarte des Atlantischen Ozeans (Map of the Atlantic Ocean), die später separat als großformatiges Blatt veröffentlicht wurde. Sie zeigt „Mayda I.[sland]“ westlich der Biskaya, in nicht zu großer Entfernung von der französischen Küste.
Doch der Argwohn über die reale Existenz von Mayda nahm zu. William Faden, königlicher Geograf von Georg III. bildet Mayda in seiner Atlantikkarte: A Chart of the Atlantic or Western Ocean […], London 1807, zwar ab, versieht sie jedoch mit dem Vermerk „doubtful“ (zweifelhaft).
Auf der Weltkarte in vier Teilen des britischen Hydrographen John Purdy (1773–1843), deren Zweck es war, die Fahrtrouten berühmter Entdecker wie Kolumbus, Cook oder Vancouver aufzuzeigen, ist „Mayda“ zwar eingezeichnet, jedoch mit einem Fragezeichen versehen. Auffallend ist, dass die Insel Brasil auf der Karte fehlt. Purdy betrachtet sie definitiv als nicht existent.
Alexander George Findlay (1812–1875), englischer Geograph und Hydrograph, verzeichnet in seinem Navigationshandbuch die Insel Mayda unter „Table B, rocks, etc, reported but do not exist“ (Tabelle B, Felsen usw., gemeldet aber nicht existierend). Findlay nennt weitere Namen für Mayda: Clark Rock, England Rock, Five Heads.
Der Name Clark Rock geht auf den Schiffsarzt Robert Clark zurück, der in einem Brief an den britischen Naval Cronicle von einer Beobachtung auf der Bark Hartley während der Fahrt von Sierra Leone nach Plymouth berichtet. Am 26. August 1842 sah er in einer Entfernung von einer dreiviertel Meile (etwa 1 km) einen Zwillingsfels (double headed rock), der in den Wellentälern zwei bis zweieinhalb Meter (six or eight feet) aus dem Wasser ragte. Er war von schmutzig-weißer Farbe mit dunklen Einsprengseln. Als Position gibt Clark 45° 40´ Nord und 19° 17´ West an, das liegt etwa auf der Höhe von Bordeaux, rund 1400 km westlich der französischen Küste.
Die in Findlays Handbuch genannte Bezeichnung „5 Heads“ taucht auch auf der Atlantikkarte von William Faden von 1807 südlich der Insel Mayda auf, allerdings mit dem Zusatz „sehr zweifelhaft“ (very doubtful). Die Eintragung in Findlays Handbuch ist wahrscheinlich auf eine Bemerkung in der Voyage des französischen Seeoffiziers Jean-René de Verdun de La Crenne zurückzuführen. Dort heißt es, Kapitän Bridou von dem französischen Schiff Marie habe bei der Rückfahrt von Martinique am 10. April 1738 auf der Position von Mayda fünf Felsköpfe und eine sechs bis sieben Fuß hohe Brandung bemerkt.
Der Ursprung des Namens „England Rock“ ist nicht mehr nachzuvollziehen. Vermutlich hat Findlay die Namen ohne nähere Nachprüfung aus Berichten von Seefahrern übernommen.
In der zweiten Hälfte des 19. Jahrhunderts mehren sich die Zweifel an der Existenz der Insel Mayda. In Tuckeys umfangreichem Seefahrtshandbuch von 1815 ist sie nicht aufgeführt. Auch Meyers Konversations-Lexikon führt das Stichwort Mayda oder Maida bereits seit seiner Ausgabe von 1860 nicht.
Im 20. Jahrhundert verschwindet die Insel endgültig aus den Atlanten, Seekarten und nautischen Handbüchern.

## Mögliche Erklärungen
Eine mögliche Erklärung für die Berichte über Mayda wäre eine Verwechslung mit der Insel Corvo, die etwas isoliert nördlich des Archipels der Azoren liegt. Bis zur Erfindung des Sextanten im 18. Jahrhundert und der Konstruktion genau gehender Uhren war die Offshore-Navigation noch sehr unzuverlässig.
Eine weitere Möglichkeit wäre, dass die Insel Mayda als versunkene Insel einst tatsächlich existierte und jetzt unter der Meeresoberfläche liegt.

„Die Insel Mam erscheint in den Seekarten an einer Stelle, an der sich heute eine Untiefe mit nur 6,5 Faden Wasser darüber befindet.“

Dazu passt ein Bericht aus dem Jahr 1948. Das Schiff American Scientist der United States Lines Co. führte eine Tiefenmessung auf der Position 46° 23´Nord, 37° 20´West durch. Die Seekarten wiesen dort eine Tiefe von 2400 Faden (ca. 4300 m) aus. Tatsächlich zeigte das Sonar aber nur 20 Faden (36 m). Weitere Sondierungen zeigten, dass sich an dieser Stelle ein unterseeischer Berg mit einer Ausdehnung von 45 Kilometern befindet. Möglicherweise steht diese Untiefe im Zusammenhang mit den Berichten von der Insel Mayda.:161

## Sonstiges
Eine Formation im Kraken Mare auf dem Saturntrabanten Titan wurde nach der Phantominsel „Mayda Insula“ genannt.